# José Miguel Wisnik
José Miguel Soares Wisnik (São Vicente, 27 de outubro de 1948) é um músico, compositor, ensaísta e professor brasileiro. Lecionou Literatura Brasileira na Universidade de São Paulo, onde é atualmente professor aposentado.

## Biografia
Graduado em Letras (Português) pela Universidade de São Paulo (1970), mestre (1974) e doutor em Teoria Literária e Literatura Comparada (1980), pela mesma Universidade.
De origem polonesa, Wisnik estudou piano clássico durante muitos anos, mas optou pela faculdade de Letras. Apresentou-se pela primeira vez como solista da Orquestra Municipal de São Paulo aos 17 anos, interpretando o Concerto nº 2, de Camille Saint-Saëns. Em 1968 participou do Festival Universitário da extinta TV Tupi, com a canção Outra Viagem, cantada por Alaíde Costa e gravada posteriormente por Ná Ozzetti.
Wisnik tem nove discos gravados. Em 1992 gravou o disco independente José Miguel Wisnik. Em 2002 lançou o CD São Paulo Rio, que teve participação da cantora Elza Soares, com quem Wisnik realizou alguns shows em 2002, além de participar da direção artística de seu disco Do Cóccix até o Pescoço. Em 2003 lançou o CD Pérolas aos Poucos. Em 2011, lançou o CD duplo Indivisível, com um disco dedicado a canções acompanhadas por piano, e outro, por violão. Apresenta-se regularmente em shows no Brasil e no exterior. Desde 2005 tem realizado várias séries de "aulas-shows" com o violonista e compositor Arthur Nestrovski.
Participou também do disco desenvolvido com Tom Zé para trilha do espetáculo Parabelo, do Grupo Corpo.
Wisnik escreve regularmente ensaios sobre música e literatura, além de participar dos livros coletivos Os Sentidos da Paixão, O Olhar e Ética (Companhia das Letras, 1987, 1988 e 1992) e do Livro de Partituras (Gryphus, 2004). Mantém uma coluna semanal no jornal carioca O Globo.
Além de seus discos, livros, ensaios e aulas, Wisnik faz também música para cinema (Terra Estrangeira, de Walter Salles e Daniela Thomas), teatro (As Boas, Hamlet e Mistérios Gozozos para o Teatro Oficina, e Pentesileias, de Daniela Thomas, dirigida por Bete Coelho) e dança. Fez quatro trilhas sonoras para o grupo Corpo: Nazareth, de 1993, sobre obra de Ernesto Nazareth; Parabelo, de 1997, em parceria com Tom Zé; Onqotô, de 2005, com Caetano Veloso e Sem Mim, de 2011, com Carlos Nuñez, sobre canções de Martín Codax.
José Miguel Wisnik é pai da cantora Marina Wisnik e do arquiteto Guilherme Wisnik, professor da Faculdade de Arquitetura e Urbanismo da Universidade de São Paulo.

## Obras
- O Coro dos Contrários - a Música em Torno da Semana de 22 (Duas Cidades, 1977);
- O Nacional e o Popular na Cultura Brasileira (com Enio Squeff, Brasiliense, 1982);
- O Som e o Sentido (Companhia das Letras, 1989);
- Sem Receita - Ensaios e Canções (Publifolha, 2004);
- Veneno Remédio: O Futebol e o Brasil (Companhia das Letras, 2008);
- Machado Maxixe: O Caso Pestana (Publifolha, 2008);
- Maquinação do Mundo: Drummond e a Mineração (Companhia das Letras, 2018).

## Discografia
- José Miguel Wisnik (1992)[4][2]
- Nazareth - Ballet para o Grupo Corpo (1995)[4][2]
- Parabelo (1997)[4][2]
- São Paulo Rio (2000)[4][2]
- Pérolas aos poucos (2003)[4][2]

- Onqotô - Ballet para o Grupo Corpo (2005)[4][2]
- Indivisível (2011)[4][2]
- Ná e Zé (2015)[4][2]
- Vão (2022)[4][2]

## Prêmios
Wisnik recebeu inúmeros prêmios por suas obras literárias:
- Maquinação do mundo: Drummond e a mineração. Melhor obra na categoria Ensaio Literário (Prêmio Literário da Fundação Biblioteca Nacional, 2019)
- Veneno Remédio – O Futebol e o Brasil. 2º lugar na categoria Ciências Humanas (Prêmio Jabuti, 2009)
- Ordem do Mérito Cultural, (Ministério da Cultural / Presidência da República, 2009)
- Melhor Trilha Sonora - Longa Metragem, (Festival de Cinema do Ceará, 2001)
- Música para teatro. (Prêmio Associação Paulista de Críticos de Arte, 1995)
- Música para dança. (Prêmio Associação Paulista de Críticos de Arte, 1993)
- Música para teatro. (Prêmio Associação Paulista de Críticos de Arte, 1991)
- Prêmio Kikito (Festival de Cinema de Gramado, 1989)
- Troféu Noel Rosa na categoria "Revelação de compositor" (Lei Sarney à Cultura, 1989).
- O Coro dos Contrários. Melhor obra na categoria Literatura Adulta (Autor Revelação) (Prêmio Jabuti, 1978)